# Agente espessante

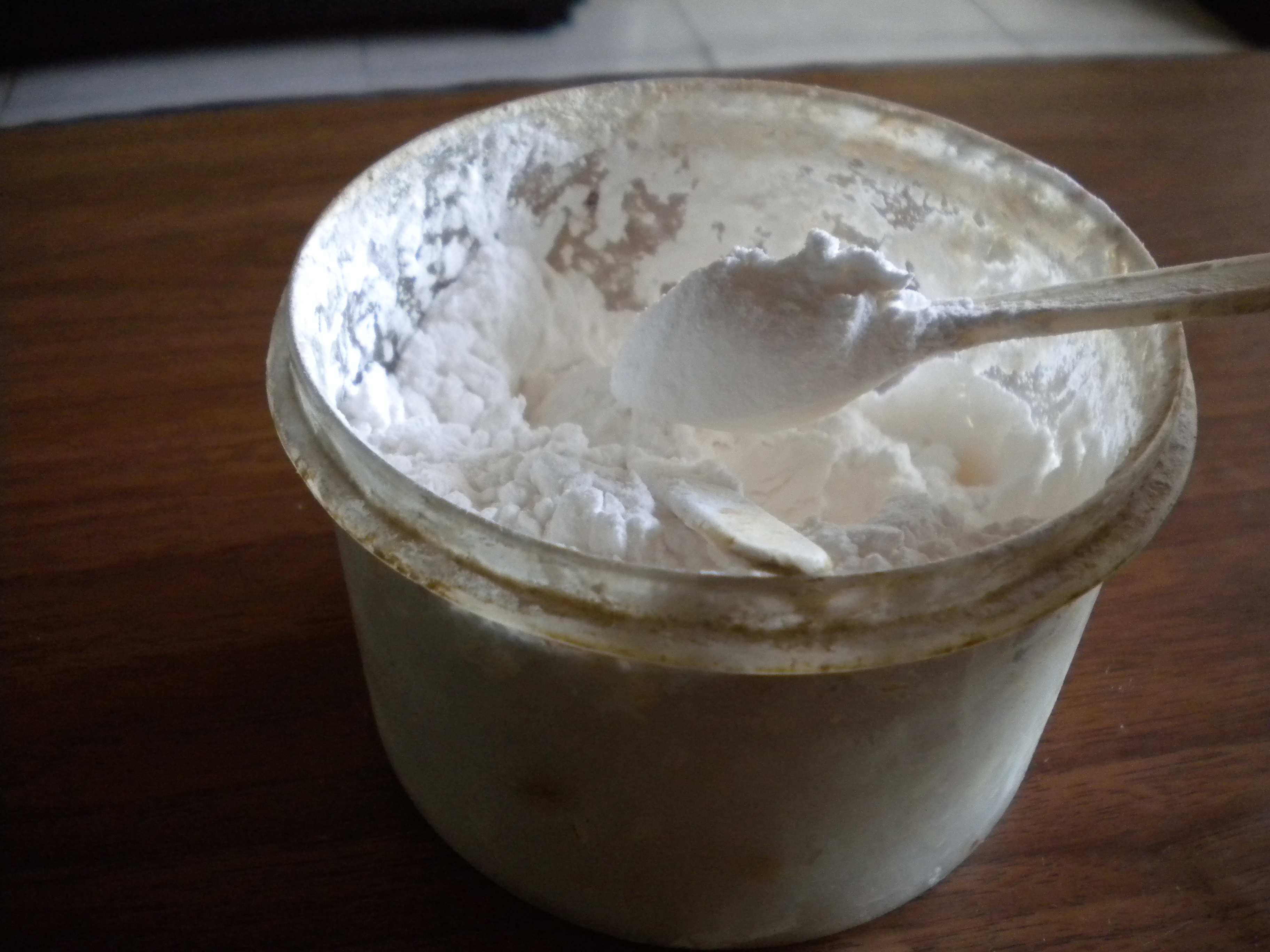
Espessante natural fécula de batata

Um agente espessante, agente de espessamento, ou simplesmente espessante, é uma substância a qual pode aumentar a viscosidade de um líquido sem substancialmente alterar suas outras propriedades (em função disso, em algumas publicações, são chamados de “doadores de viscosidade”). Espessantes comestíveis são comumente usados para espessar molhos, sopas e pudins sem alterar seu sabor; espessantes são também usados em tintas, explosivos e cosméticos.
Espessantes podem também melhorar a suspensão de outros ingredientes ou emulsões as quais aumentam a estabilidade do produto. Os agentes espessante são muitas vezes regulados como aditivos alimentares e como ingredientes de cosméticos e produtos de higiene pessoal. Alguns agentes espessantes são agentes gelificantes (ou apenas gelificantes) formando um gel, dissolvendo-se na fase líquida sob a forma de uma mistura coloidal que forma uma estrutura interna fracamente coesiva . Outros agem como aditivos mecânicos tixotrópicos com partículas discretas aderentes ou interligadas para resistir à tensões, portanto, podem ser tratados como modificadores da reologia das misturas e composições a qual são acrescidos.
Agentes espessantes podem também ser usados quando uma condição médica, tal como disfagia, causa dificuldade em engolir. Os líquidos espessados desempenham um papel vital na redução do risco de aspiração pulmonar (engasgo) para pacientes com disfagia.

## Alimentos
Espessantes alimentares frequentemente são baseados em qualquer polissacarídeos (amidos, gomas vegetais, e pectina) ou proteínas. Um amido em pó sem sabor utilizado para este fim é uma fécula (do latim faecula, diminutivo de faex, escória). Esta categoria inclui amidos como araruta, amido de milho, amido katakuri, amido de batata, sagu, amido de tapioca e derivados de amido. As gomas vegetais usadas como espessantes de alimentos incluem ácido algínico, alginina, goma guar, goma de alfarroba e goma xantana. As proteínas utilizadas como espessantes de alimentos incluem colágeno, clara de ovos, furcellaran (ágar da Dinamarca) e gelatina. Os açúcares incluem ágar e carragenano. Outros agentes espessantes atuam sobre as proteínas já presentes num alimento. Um exemplo é o pirofosfato de sódio, que atua na caseína no leite durante a preparação de pudim instantâneo.
Diferentes espessantes podem ser mais ou menos adequados numa dada aplicação, devido a diferenças de gosto, transparência e as suas respostas às condições químicas e físicas. Por exemplo, para alimentos ácidos, araruta é uma escolha melhor do que amido de milho, que perde potência de espessamento em misturas ácidas. A níveis de pH (ácido) abaixo de 4,5, a goma guar tem uma solubilidade aquosa acentuadamente reduzida, reduzindo assim a sua capacidade de espessamento. Se o alimento é para ser congelado, tapioca ou araruta são preferíveis sobre amido de milho, que se torna esponjoso quando congelado.
Muitos outros ingredientes de alimentos são usados como espessantes, geralmente nas fases finais de preparação de alimentos específicos. Estes espessantes tem um sabor e não são marcadamente estáveis, portanto, não são adequados para uso geral. No entanto, eles são muito convenientes e eficazes e, portanto, são amplamente utilizados.
As farinhas funcionais são produzidas a partir de uma variedade específica de cereais (trigo, milho, arroz ou outros) conjugado a um tratamento térmico específico capaz de aumentar a estabilidade, a consistência e as funcionalidades gerais. Essas farinhas funcionais são resistentes a tensões industriais como pH ácido, esterilização, condições de congelamento e podem ajudar as indústrias de alimentos a formular com ingredientes naturais. Para o consumidor final, estes ingredientes são mais aceites porque são apresentados como "farinha" na lista de ingredientes.
A farinha é usada frequentemente para espessamento molhos de carne, gumbos e estufados. Deve ser cozinhado completamente para evitar o sabor da farinha não cozida. Roux, uma mistura de farinha e gordura (geralmente manteiga) cozidas em uma pasta, é usado para molhos e estufados. Grãos de cereais (farinha de aveia, cuscuz, farina, etc.) são usados para engrossar sopas. Iogurte é popular na Europa Oriental e Oriente Médio para espessamento de sopas. As sopas também podem ser espessadas pela adição de legumes ricos ralado antes de cozinhar, embora estes irão adicionar seu próprio sabor. Puré de tomate também adiciona espessura, bem como sabor. Gemas de ovos são um espessante de molho tradicional na cozinha profissional; tem o sabor rico e oferecem uma textura lisa aveludada mas conseguem o efeito de espessamento desejado somente em uma escala de temperatura estreita. Sobreaquecimento facilmente arruína-as como um molho, o que pode fazer a gema de ovo difícil de usar como espessante para cozinheiros amadores. Outros espessantes utilizados pelos cozinheiros são nozes (incluindo Ocimum tenuiflorum) ou glacés feitos de carne ou peixe.
Muitos agentes espessantes requerem cuidado extra no cozimento. Alguns amidos perdem a sua qualidade de espessamento quando cozidos durante demasiado tempo ou a uma temperatura demasiado elevada; Por outro lado, a cozedura de amidos demasiadamente curta ou não suficientemente quente pode levar a um sabor amargo desagradável ou provocar a saída de água do produto acabado após o arrefecimento. Além disso, maior viscosidade faz com que os alimentos queimem mais facilmente durante o cozimento, inclusive pela redução da distribuição de calor em seu volume pela convecção. Como uma alternativa para adicionar mais espessante, receitas podem exigir a redução do conteúdo de água do alimento por longo cozimento a fogo lento. Ao cozinhar, é geralmente melhor adicionar o espessante cautelosamente; se excesso de espessante, mais água pode ser adicionada, mas pode resultar em perda de sabor e textura.
Agentes gelificantes são aditivos alimentares usados para espessar e estabilizar vários alimentos, como geleias, sobremesass e doces. Os agentes proporcionam textura aos alimentos através da formação de um gel. Alguns estabilizantes e  agentes espessantes são agentes gelificantes..
Na área de produtos de higiene, xampus e sabonetes líquidos que tem adição de dietanolamidas de ácidos graxos, como de coco, que atua como regulador de espuma, podem ter interação com cloreto de sódio ou sulfato de magnésio, que então atuam como espessantes e aumentam a viscosidade do produto, e ainda dependente tal doação de viscosidade do pH.
Agentes gelificantes típicos incluem gomas naturais, amidos, pectinas, ágar-ágar e gelatina. Frequentemente eles são baseados em polissacarídeo ou proteínas.
Exemplos são:
- Ácido algínico (E400), alginato de sódio (E401), alginato de potássio (E402), alginato de amônio (E403), alginato de cálcio (E404) - polissacáridos de algas pardas
- Ágar (E406, um polissacárido obtido de algas vermelhas)
- Carragenina (E407, um polissacárido obtido de Macroalgas vermelhas)
- Goma de alfarroba (E410, um goma natural polissacárida das sementes da alfarrobeira)
- Pectina (E440, um polissacárido obtido de maçãs ou citrinos)
- Gelatina (E441, produzido por hidrólise parcial de colágeno animal]])

As geleias comerciais usadas na culinária da Ásia incluem o glucomanan, usada para fazer "copos de lichia" da planta konjac e gelélia de aiyu do Ficus pumila escalando fig plantas.
O espessamento de alimentos pode ser importante para pessoas enfrentando problemas médicos com mastigação ou deglutição, uma vez que os alimentos com uma consistência mais espessa podem reduzir as chances de sufocação, ou de inalação de líquidos ou partículas de alimentos, o que pode levar à pneumonia de aspiração.

## Agentes mecânicos e tixotrópicos
Sílica fumada (pirogênica) e produtos similares formam correntes ou fibras microscópicas rígidas que se interligam ou se aglomeram numa massa, mantendo o líquido associado por tensão superficial, mas que pode se separar ou deslizar quando for aplicada força suficiente. Isso causa a propriedade tixotrópica ou de cisalhamento (também freqüentemente exibido por géis), onde a viscosidade é não newtoniano e torna-se mais baixa à medida que a força de cisalhamento ou o tempo aumenta; sua utilidade é principalmente que o aumento resultante na viscosidade é grande comparada à quantidade de sílica adicionada. Sílica fumada é geralmente reconhecido como segura como um aditivo alimentar. e é frequentemente usado em cosméticos. Aditivos tais como sílica precipitada, talco finamente particulado ou giz também satisfazem a definição de agente espessante na medida em que aumentam a viscosidade e o corpo sem afectar a propriedade alvo de uma mistura.

## Cosméticos
Agentes espessantes usados em cosméticos ou produtos de higiene pessoal incluem líquidos viscosos tais como polietilenoglicol, polímeros sintéticos tais como Carbopol (uma marca registrada para ácido poliacrílico) e gomas vegetais. Alguns agentes espessantes também podem funcionar como estabilizantes quando são usados para manter a estabilidade de uma emulsão. Alguns emollientes, tais como um vaselina e várias ceras podem também funcionar como agentes espessantes numa emulsão.

## Espessantes para pintura e impressão
Um dos principais usos de espessantes é na indústria de tintas e impressão, as quais dependem pesadamente sobre modificadores de reologia, para evitar que os pigmentos assentem no fundo dos recipientes, rendendo resultados inconsistentes. Fórmulas baseadas em água seria quase impossível com a exceção da tinta nanquim e os outros poucos pigmentos solúveis em água, mas estes teriam muito pouca cobertura e na melhor das hipóteses manchariam a madeira ligeiramente. Todas as tintas e modernas terão alguns pigmentos adicionados na fábrica para propiciar opacidade e para controlar a especularidade do acabamento, de fosco a alto brilho, dependendo do espessante usado, mas mais sobre o tamanho das partículas adicionadas como modificador de opacidade. Um micrômetro (μm) de tamanho de partícula e abaixo será o limite de alto brilho, provavelmente confinado a revestimentos automotivos de luxo, e acima de 100 µm de dimensão dos particulados irá produzir uma superfície acidentada na escala microscópica, a qual dispersa a luz e faz com que a superfície pareça fosqueada.
Modificadores de reologia de uso comum:
- Poliuretanos, polímeros acrílicos, látex, estireno/butadieno,
- PVA - álcool polivinílico, não acetato de polivinilo, o qual é usado em adesivos tais como cola para madeira. Monômeros de PVA são dispersos na tinta líquida em uma fase inicial da mistura, uma vez que não afeta a reologia, a menos que o pH seja baixo. O ácido bórico é geralmente utilizado para iniciar a polimerização após o pigmento ser adicionado (o pigmento na fase de "moagem") e dispersado, a mistura é tornada mais espessa com agitação para manter a consistência homogénea. Muitas vezes esta fase é problemática uma vez que o ar é arrastado por todos menos os rotores de corte inferiores, que são inadequados para esse fim. Assim aditivos anti-espumantes são utilizados para controlar as bolhas de ar, que continuam a ser uma vantagem durante a aplicação da tinta. A entrada de ar durante a mistura não é exclusiva do PVA—na verdade, dificilmente existe uma fórmula para a tinta que não requer, pelo menos, algum cuidado na mistura.
- Argilas - atapulgita que também dispersa suspensões, bentonita (floculantes e não floculantes), e outras argilas montmorillonita. Normalmente as argilas, quando secas, existem como um pó muito fino, facilitando a dispersão e compatibilidade com outros ingredientes. As argilas geralmente produzem superfícies foscas, apesar da sua natureza de partículas finas. Não só tintas, mas outras indústrias, como a farmacêutica, a de construção e a de cosméticos, especialmente auxiliares de tratamento de cabelo e máscaras faciais detoxificantes cada vez mais usam argilas bentonitas e attapulgitas sobre outros modificadores de reologia, auxiliares de dispersão, cargas opacificantes, anti-espuma e numerosos nichos de uso que exploraram as inúmeras qualidades inerentes que atraíram artesãos para este material surpreendente. As argilas são de origem sustentável e não envolvem qualquer dano ambiental notório, que estavam entre os materiais a granel mais baratos até recentemente, quando o preço subiu de forma constante, após o aumento do seu padrão de uso.
- Celulósicos - CMC, HMC (hydroxymethyl celulose), HPMC e outras, todos são macromoléculas de celulose quimicamente substituídas. Os grupos hidroxila são aqueles que são substituídos por outros grupos funcionais, tais como metóxi ou propila. A quantidade (taxa) de substituição e o peso molecular determinam a viscosidade da solução, assumindo que a concentração permaneça a mesma; adicionando mais substituições, também aumenta a viscosidade.
- Sulfonatos - Sais de sódio ou cálcio, boa retenção de água, versáteis e altamente eficientes.
- Gomas - Guar, xantana, celulose, alfarroba e acácia são os principais.
- Sacarídeos - carragenano, pullulano, konjac e alginato, às vezes chamados hidrocolóides, são espessantes extremamente versáteis e específicos em função—cada um tem uma série de graus ou tipos que se comportam de forma diferente, por exemplo kapa carragenano formará géis fortes (ativado por potássio) mas iota carragenano não formará géis e só espessará as misturas onde é adicionado.
- Proteínas - Caseína, colágeno,[3] e algumas vezes albumina.
- Óleo de rícino modificado - muito semelhante à celulose, o óleo de rícino tem grupos hidroxilo, ao contrário de outros óleos que têm no máximo ligações duplas, que o óleo de rícino também tem, mas a maioria de substituições ocorrem nas porções hidroxilo, permitindo derivados exóticos com miríades de propriedades. Os avanços mais recentes em modificadores de reologia foram nesta categoria. A empresa BASF possui uma nova linha baseada em em derivados de óleo de rícino, por exemplo.
- Organosilicones - Resinas de silicone, dimeticones, e silicones modificados simplificam a formulação um pouco, uma apropriação de aplicações em cosméticos.

Todos os modificadores de reologia acima são usados em taxas na faixa de 0,2% a 2,0%.

## Petroquímica
Em petroquímica, agentes gelificantes, também chamados solidificadores, são substâncias químicas capazes de reagir com derrames de petróleo bruto e derivados e formam sólidos similares à borracha. O óleo coagulado gelificado pode então ser removido da superfície da água por raspagem, dispositivos de sucção ou redes. O mar calmo ou apenas moderadamente agitado é necessário.

## Explosivos e substâncias incendiárias
Vários materiais são usados para converter explosivos líquidos a uma forma de gel. Nitrocelulose e outros ésteres nitro são frequentemente usados. Outras possibilidades incluem goma guar nitrada.
Muitos combustíveis usados em dispositivos incendiários requerem espessamento para melhorar seu desempenho. Sais de alumínio de ácidos graxos são frequentemente usados. Algumas formulações (e.g. Napalm-B) usam espessantes poliméricos, nomeadamente poliestireno. Hidroxil alumínio bis (2-etil hexanoato) também é usado. Agente pirofórico espesso, uma substituição pirofórica do napalm, é um trietilalumínio espessado com poli-isobutileno.